# Internazionali di Tennis dell'Umbria 2007
Gli Internazionali di Tennis dell'Umbria 2007 sono stati un torneo di tennis facente parte della categoria ATP Challenger Series nell'ambito dell'ATP Challenger Series 2007. Il torneo si è giocato a Todi in Italia dal 10 al 16 settembre 2007 su campi in terra rossa.

## Vincitori

### Singolare
Stefano Galvani ha battuto in finale  Adrian Ungur con il punteggio di 7–5, 6–2

### Doppio
Daniele Giorgini /  Alessandro Motti hanno battuto in finale  Enrico Burzi /  Stefano Galvani con il punteggio di 3–6, 7–5, [10–4]